# Stenospermation longifolium
Stenospermation longifolium — вид квіткових рослин із родини кліщинцевих (Araceae), роду Stenospermation. Це витка рослина, рідним ареалом якої є пд. Колумбія та Еквадор.